# Ісра Гірсі
Ісра Гірсі (англ. Isra Hirsi; нар. 22 лютого 2003, Міннеаполіс, США) — американська активістка в галузі охорони навколишнього середовища, є співкерівником Молодіжного кліматичного страйку США. У 2020 році вона була включена в список політиків і представників влади Fortune's 40 до 40 років.

## Біографія
Гірсі народилася 22 лютого 2003 року в Міннеаполісі, штат Міннесота, і є дочкою сомалійської американки — Ільхана Омари і Ахмеда Абдісалана Гірсі. У віці 12 років вона була однією з учасниць акції протесту за справедливість щодо Джамара Кларка в Торговому центрі Америки — Mall of America (англ. MOA). Гірсі відвідувала Південну середню школу Міннеаполіса, яку закінчила в 2021 році. Стала брати участь у кліматичному активізмі після вступу в екологічний клуб своєї середньої школи на першому курсі .
Гірсі координувала організацію сотень страйків під керівництвом студентів по всій території США — 15 березня і 3 травня 2019 року. У січні 2019 року стала співкерівником Молодіжного кліматичного страйку США, американського відділення глобального молодіжного руху за зміну клімату. Виступає в якості співвиконавчого директора цієї групи. У 2019 році отримала — Молодіжну премію Броуера. Того ж року Гірсі отримала премію «Голос майбутнього». У 2020 році Гірсі включена в список «Future 40» від BET.
Повідомляється, що з осені 2021 року Гірсі вчиться в Бернардському коледжі, Колумбійського університету.

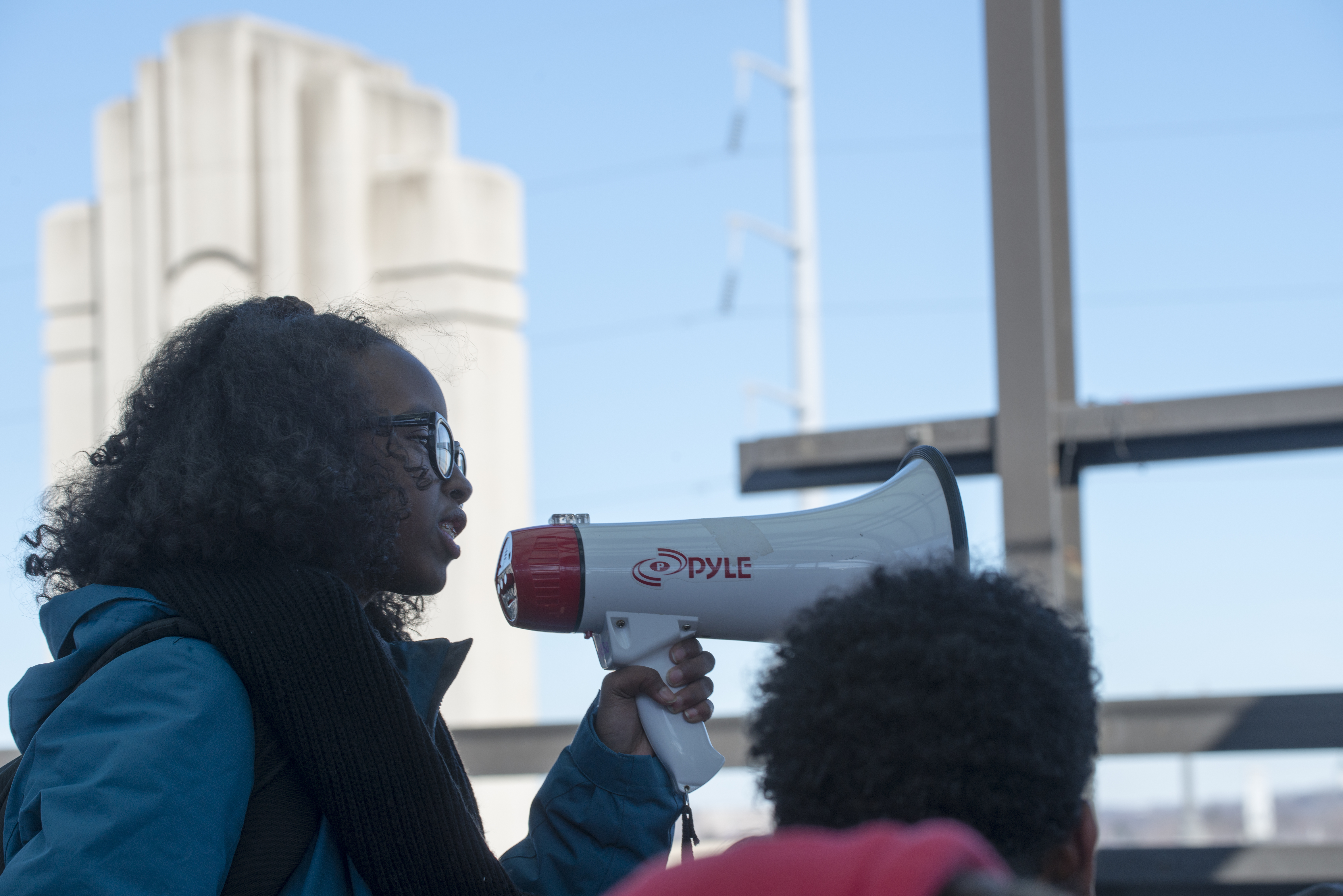
Ісра Гісрі протестує проти насильства із застосуванням вогнепальної зброї в 2018 році